# 去有风的地方
《去有风的地方》（英語：Meet Yourself），是一部2023年中国大陆电视剧。该剧由丁梓光执导，刘亦菲、李现主演，于2023年1月3日在湖南卫视首播，綜合收視為0.45，芒果TV同步網播。 台灣OTT由MyVideo、LINE TV、LiTV 線上影視於2023年1月3日起，同步跟播上架。

## 播出时间
| 马来西亚 Astro双星HD 18:00 - 19:00                   | 马来西亚 Astro双星HD 18:00 - 19:00            | 马来西亚 Astro双星HD 18:00 - 19:00 |
| ---------------------------------------------------- | --------------------------------------------- | ---------------------------------- |
|                                                      | 去有风的地方 （2023年1月11日－2023年2月19日） |                                    |
| 点燃我，温暖你 （2022年12月6日－2023年1月10日）      | 女士的品格 （2023年2月20日－2023年3月31日）   |                                    |
| 臺灣 中天娛樂台 星期一至五 22:00 - 00:00（兩集連播） |                                               |                                    |
| 一生一世 （2025年1月24日—2025年2月14日）             | 去有风的地方 （2025年2月17日—2025年3月14日）  | —                                  |

| 頻道         | 所在地   | 首播日期      | 播出時間 | 備註                 |
| 湖南卫视     | 中国大陆 | 2023年1月3日  | 20：00   | 金鹰独播剧场（43集） |
| 芒果TV       | 中国大陆 | 2023年1月3日  | 20：00   |                      |
| 愛奇藝國際版 | 臺灣     | 2023年1月3日  | 20：00   |                      |
| MyVideo      | 臺灣     | 2023年1月3日  | 20：00   | [ 5 ]                |
| LINE TV      | 臺灣     | 2023年1月3日  | 20：00   |                      |
| Astro双星    | 马来西亚 | 2023年1月11日 | 18:00    | 紧贴中国播出         |
| 華語劇台     | 香港     | 2024年9月21日 | 08:00    |                      |
| 中天娛樂台   | 臺灣     | 2025年2月17日 | 22:00    | 兩集連播             |

## 劇情
北京五星級酒店大廳經理-許紅豆，因摯友南南得癌症離世，深感人生無常，放下工作來到曾與摯友約好要去的雲南long stay 。
愛上了為振興家鄉回到雲苗村的謝之遙

## 演員表
- 刘亦菲（童年：郑雨琪） 饰演 许红豆

在北京工作多年的酒店经理，好友陈南星因病去世后，为了弥补遗憾和疗伤而来到云苗村。
- 李现（童年：李恺洋） 饰演 谢之遥

曾经在北京从事投行工作，为了振兴农村而回到家乡云苗村，在家乡经营马场、民宿、咖啡馆、特产销售事业，也热心帮助村委会和村民解决各种问题。
- 胡冰卿 饰演 林娜

有风小院的住客，在咖啡馆打工。曾经是知名的网络主播，因被网络谣言和恶评中伤而来到云苗村。
- 牛骏峰 饰演 胡有鱼

有风小院的住客，酒吧驻唱歌手。
- 吴彦姝（年輕：井璐） 饰演 謝阿奶

谢之遥的奶奶。
- 董晴 饰演 谢晓春

云苗村村民，谢之遥特产网店的经理。
- 范帅琦 饰演 黄欣欣

云苗村村干部，怀着振兴乡村的雄心壮志与谢之遥一起发展云苗村。
- 马梦唯 饰演 周晴天（大麥）

有风小院的住客，网络作家。
- 赵子琪 饰演 白蔓君

有风小院的住客，当了二十年的家庭主妇后发现和丈夫生活毫无交集而选择离婚，有一个高中畢業的女儿。
- 马柏全 饰演 谢之远

谢之遥同父异母的弟弟。
- 杨昆 饰演 阿桂婶

云苗村村民，有风小院部分房屋的房东。
- 艾丽娅 饰演 凤姨

云苗村村民，在谢之遥经营的特产网店工作。
- 崔奕 饰演 刘桂琴
- 傅迦 饰演 谢和顺

云苗村的木雕艺术家、谢晓夏的师父，难以适应手工雕刻逐渐被机器雕刻替代的发展趋势。
- 焦刚 饰演 谢四平

谢之遥的父亲，在昆明工作生活。
- 张磊 饰演 杨德清

云苗村村民，杨阿公的儿子，试图坐地起价提高老宅的租金。
- 郝文婷 饰演 沈晓梅
- 涂松岩 饰演 马丘山（特别出演）

有风小院的住客，创业多次的生意人，喜欢在院子里打坐。
- 刘佳 饰演 李宝瓶（特别出演）

云苗村村民，曉春、曉夏母親。
- 郝平 饰演 許建國（特别出演）

许红豆的父亲。
- 龚蓓苾（童年：史卉盈） 饰演 許紅米（特别出演）

许红豆的姐姐，在上海工作生活。
- 姚安娜 饰演 謝琴（特别出演）

云苗村村民，在村子里经营一家小卖铺，父亲坚持让她去学刺绣。
- 吴倩  饰演 陈南星（特别出演）

许红豆的大学同学、闺蜜，因癌症去世。
- 曾舜晞 饰演 張明宇（特别出演）
- 史彭元 饰演 谢晓夏（特别出演）

谢晓春的弟弟，跟随谢和顺学习木雕，向往大城市的生活，但一次被网友电信诈骗受挫后又回到了云苗村，开始网络直播宣传木雕工艺。
- 刘美含 饰演 羅麗（特别出演）

知名Vlog博主，她的一期Vlog让云苗村成为许多游客的打卡圣地。
- 苑冉 饰演 陳蘭芝

谢四平的续弦，谢之远的母亲。
- 劉金龍 饰演 劉總
- 谢雨桐 饰演 花婶
- 赵培琳 饰演 红红
- 周波 饰演 向东叔
- 王一珺 饰演 刘桂笙
- 薛淑杰 饰演 豆姥姥
- 程媛媛 饰演 小薇
- 李伟龙（童年：趙煜） 饰演 杨冠军

云苗村村民，和谢之遥从小一起长大的兄弟，在村子里经营烧烤摊。
- 徐子力 饰演 叶森

谢之遥的员工，负责设计。
- 王天宇 饰演 小亮
- 赵婧祎 饰演 張芯睿(筍子)
- 马翼（童年：張一開） 饰演 謝強

云苗村村民、凤姨的儿子，和谢之遥从小一起长大的兄弟，误入歧途犯監守自盜罪而入狱。
- 宋芳园 饰演 小月
- 彭必瑶 饰演 鴿子
- 李方明 饰演 大俠
- 程子昕 饰演 張曉嵐
- 陈笑含 饰演 小新

咖啡馆员工。
- 韩欣桐 饰演 可欣
- 李嘉銘 饰演 刘旭
- 廖银玥 饰演 李美玉
- 乔新峰 饰演 陳爸
- 孙敏 饰演 杨阿公

云苗村村民，反对将自家的老宅出租用以建造韶华书屋。
- 張世宏 饰演 阿昌叔

凤姨的丈夫、谢强的父亲。
- 李军 饰演 泽清叔

阿桂嬸的丈夫，在謝之遙的馬場工作。
- 张浩 饰演 小琴爸
- 礼响 饰演 虎子爸
- 赵爱诚 饰演 罗小桥（小葫蘆）

謝曉春、羅泉女兒。
- 徐梓嘉 饰演 坨坨
- 苟梓軒 饰演 李子軒
- 沐伊凱凡 饰演 果宝

楊冠軍兒子。
- 殷晨曦 饰演 崔铃铛

許紅米女兒。
- 石蕊 饰演 李玉琳
- 任杰（年輕：譚麗芳） 饰演 谢怀兰
- 靳逍紫若 饰演 李清
- 张会苓 饰演 秀英阿奶
- 程佳光 饰演 彩云阿奶
- 黄榛 饰演 罗泉

谢晓春的前夫，两人因性格不合而离婚。
- 王凱 饰演 杨旭
- 玉叫西丽 饰演 杨楚楚
- 應佳 饰演 娥嬸
- 徐忠慧 饰演 英子
- 申文斌 饰演 大麦爸
- 赵丽云 饰演 大麦妈
- 张焱森 饰演 阿鹏
- 秦川 饰演 马父
- 王莉华 饰演 马母
- 方立娟 饰演 謝媽媽
- 王新昉 饰演 謝阿爺
- 崔尹思汉 饰演 阿辉
- 王兰花 饰演 杨阿奶
- 赵超 饰演 金子
- 董院升 饰演 兽医

## 制作
- 2021年10月，本剧在中国國家廣播電視總局完成备案公示。[6]
- 本剧于2022年上半年开始拍摄。[7]
- 2022年5月18日，本剧发布了“红豆加白马”概念海报。[8]
- 2022年7月底云南戏份杀青。[9]
- 2022年11月，本剧取得广电总局发行许可证。[1]

## 電視劇原声帶
| 《去有风的地方》影视原声带 | 《去有风的地方》影视原声带 | 《去有风的地方》影视原声带 | 《去有风的地方》影视原声带 | 《去有风的地方》影视原声带 | 《去有风的地方》影视原声带 |
| 曲序                       | 曲目                       |                            | 作曲                       | 编曲                       | 演唱                       |
| -------------------------- | -------------------------- | -------------------------- | -------------------------- | -------------------------- | -------------------------- |
| 1.                         | 去有风的地方（主题曲）     | 汪拾米                     | 汪拾米                     | 何山                       | 郁可唯                     |
| 2.                         | 日日（插曲）               | 萨吉                       | 萨吉                       | 何山                       | 陈粒                       |
| 3.                         | 摇篮谣（插曲）             | 汪拾米                     | 汪拾米                     | 何山                       | 斯斯与帆                   |
| 4.                         | 风（插曲）                 | 萨吉                       | 金大洲                     | 何山                       | 牛骏峰                     |
| 5.                         | Saddle of My Heart（插曲） | 萨吉                       | Hwang Yong Ju              | 金大洲、Hwang Yong Ju      | Teloupe                    |
| 6.                         | A Beautiful Smile（插曲）  | 吴姝霆                     | Lilien                     | Lilien                     | 金玟岐                     |
| 7.                         | 好好的（插曲）             | 萨吉、星爵                 | 萨吉                       | 胡静成                     | 萨吉                       |
| 8.                         | Validate（插曲）           | Hwang Yong Ju、Teloupe     | Hwang Yong Ju              | 金大洲                     | Teloupe                    |
| 9.                         | Flower Road（片头音乐）    |                            | 黄宇弘                     | 黄宇弘                     |                            |

## 奖项荣誉
| 年份   | 颁奖礼                   | 奖项                      | 入围者           | 结果 | 参考          |
| ------ | ------------------------ | ------------------------- | ---------------- | ---- | ------------- |
| 2023年 | 第18届首尔国际电视节     | 国际竞赛单元 最佳长篇作品 | 《去有风的地方》 | 獲獎 | [ 11 ] [ 12 ] |
| 2024年 | 第二屆中國電視劇年度盛典 | 年度优秀电视剧            | 《去有风的地方》 | 提名 | [ 13 ]        |
| 2024年 | 第二屆中國電視劇年度盛典 | 年度女演员                | 刘亦菲           | 提名 |               |
| 2024年 | 第34届电视剧飞天奖       | 优秀电视剧奖              | 《去有风的地方》 | 獲獎 |               |

## 影响
在本剧播出后，取景地云南大理迅速成为旅游热点，相关内容搜索量暴涨。大理白族自治州党委甚至专门给《去有风的地方》剧组发出感谢信，信中提及剧集本身“成为大理最好的旅游宣传片”。2023年12月25日，大理州文化和旅游局发布公示，拟对《去有风的地方》给予200万元补助。

## 外部連結
- 豆瓣电影上《去有风的地方》的資料 （简体中文）
- 互联网电影数据库（IMDb）上《去有风的地方》的资料（英文）
- 电视剧 《去有风的地方》的新浪微博